# المطرزي
أبو الفتح برهان الدين ناصر بن أبي المكارم عبد السيد المُطَرِّزِي الخُوارِزْمي والمعروف والمشهور بالمُطَرِّزي (538 - 610هـ/ 1143 - 1213م) هو عالم من علماء الأدب والنحو في عصره. والمطرِّزي، نسبًة إلى من يُطرِّز الثياب ويرقمها. قال ابنُ خَلِّكان: ولا أعلم هل كان يتعاطى ذلك بنفسه أم كان في آبائه من يتعاطى ذلك فنسب له.

## النشأة
ولد المطرِّزي في الجرجانية عاصمة خوارزم في البلدة التي مات فيها أبوالقاسم جارالله الزمخشري. ولذلك قيل له: خليفة الزمخشري، لا سيما وقد كان على طريقته.
نشأ المطرِّزي في مدينته التي ولد فيها وتلقى علومه فيها أيضًا. ولم يرحل في طلب العلم بل اختلف على حلقات الدرس في جرجانية خوارزم، واهتم بدراسة الفقه والنحو واللغة، وأجاد اللغة الفارسية فقرأ ما ألفّه العلماء بالفارسية، وتفقه على مذهب الإمام أبي حنيفة، والتزم مذهبه في الفروع. وكان اهتمام المطرِّزي بعلم اللغة والبلاغة كبيرًا دراسة وتدريسًا وتأليفًا، كذلك اهتم بحديث رسول الله ³ واعتمد عليه بالاستشهاد في مؤلفاته، أما النحو فقد أجاد فيه وأُفاد، إلا أن اهتمامه في التأليف لم يكن منصبّاً عليه، فلم يؤلف فيه إلا قليلاً.
وكان والده عبد السيد من علماء جرجانية، أخذ عنه، وأورد له آراءً في كتبه، وذكر شيءًا من أشعاره.
وفي سنة 601هـ ذهب للحج، ونزل بغداد في طريقه، فكانت له لقاءات مع جماعة من الفقهاء والأدباء، فأخذوا عنه.

## إنجازاته
كان فقيهًا فاضلاً بارعًا في علوم اللغة وآدابها إلى جانب إجادته اللغة الفارسية، وكان ينظم الشعر، وقد تصدر للإفتاء والتعليم في بلده، فخلَّف آثارًا تشهد بفضله، وذكرًا حسنًا، يدل على ذلك أنه رثي بأكثر من ثلاثمائة قصيدة بعد وفاته، وبعض هذه القصائد بالفارسية.
خلف المطرِّزي آثارًا جليلة في البلاغة واللغة والنحو، وله رسائلُ في النحو واللغة والبلاغة وشروح لبعض كتب السابقين:
1. (المصباح في علم النحو) وكان محلَّ عناية المتعلمين، واهتم به الشرَّاح حتى بلغت شروحه المعروفة ما يقارب الأربعين.
2. (الإيضاح في شرح مقامات الحريري) وهو كتاب كبير الحجم كثير الفوائد، حققه الدكتور حمد بن ناصر الدخيِّل.
3. (المُعْرِب) وهو كتاب مطوَّل في اللغة.
4. (المُغْرِب في ترتيب المُعْرِب) مختصر كتابه السابق.
5. (الإقناع لما حَوى تحت القناع) وهو كتاب في اللغة أيضًا، حققه الدكتور محمد أحمد الدالي بالاشتراك مع الدكتوره سلَّامة عبد الله السُّويدي.
6. (زهر الربيع في علم البديع).
7. (بيان الإعجاز في سورة قل يا أيها الكافرون) حققه الدكتور حمد بن ناصر الدخيِّل.